# Lee Bom-so-ri
Lee Bom-so-ri (en hangul, 이봄소리; nacida en Seúl el 19 de octubre de 1992) es una actriz musical y de televisión surcoreana.

## Carrera
Lee Bom-so-ri es el nombre artístico de Kim Da-hye, con el cual debutó, pero cuando en 2016 comenzó a trabajar en televisión y otros medios se dio cuenta de que había muchos nombres parecidos, y a partir de 2018 adoptó aquel nombre.
Lee estuvo interesada desde niña por la actuación. Cuando estaba en la escuela primaria fue miembro del coro de KBS durante dos años; asistió a la escuela secundaria de artes musicales tradicionales coreanas, donde aprendió pansori y danza coreana. Se graduó en el departamento de Teatro de la Universidad Chung-Ang.
Después de su graduación, desarrolló la primera parte de su carrera enteramente en el ámbito del teatro musical, donde debutó primero como miembro del coro, en 2012, y a continuación con papeles progresivamente más importantes. Ya en 2016 fue protagonista en Aranga y en Romeo y Julieta, aún con el nombre real de Kim Da-hye.
2016 fue también el año de su debut en televisión, con una breve aparición en Doctors, de SBS, a la que seguirían algunos otros papeles menores. En 2019 declaró que estaba tratando de expandir su trabajo del teatro a otras actividades como las series televisivas y la publicidad. El 21 de enero de 2021 firmó un contrato de representación exclusiva con la agencia Big Boss Entertainment, y desde entonces su presencia en televisión fue más relevante.
En 2022 interpretó el personaje de Hwang Min-jo, una sargento de policía, en la serie Link: Eat, Love, Kill. Su trabajo fue elogiado por algunos medios, que lo calificaron como una «actuación apasionada» y subrayaron la importancia de su experiencia en el escenario antes de pasar a la televisión.

## Actuaciones

### Series de televisión
| Año  | Título                 | Papel         | Canal | Notas             | Ref.                 |
| ---- | ---------------------- | ------------- | ----- | ----------------- | -------------------- |
| 2016 | Doctors                | So-ri         | SBS   |                   |                      |
| 2018 | The Miracle We Met     | Seo He-joo    | KBS2  |                   | [ 7 ]                |
| 2019 | Justice                | Park Hyo-rim  | KBS2  |                   | [ 8 ]                |
| 2021 | Pasillos de hospital   | OB-GYN fellow | tvN   | Segunda temporada | [ 9 ]                |
| 2022 | Link: Eat, Love, Kill  | Hwang Min-jo  | tvN   |                   | [ 10 ] [ 11 ] [ 12 ] |
| 2024 | The Midnight Studio    | Kim Ji-won    | ENA   |                   | [ 13 ] [ 14 ]        |
| 2024 | Hablando con franqueza | Lee Ha-young  | JTBC  |                   | [ 15 ]               |

### Teatro
| Año  | Título              | Hangul           | Papel             | Notas                                                                      | Ref.          |
| ---- | ------------------- | ---------------- | ----------------- | -------------------------------------------------------------------------- | ------------- |
| 2012 | Roly Poly           | 롤리폴리         | —                 | Miembro del coro                                                           | [ 1 ]         |
| 2014 | The Devil           | 더 데빌          | —                 | Miembro del coro                                                           | [ 1 ]         |
| 2015 | Infinite Power      | 무한동력         | Sol Kim           | Primer papel                                                               | [ 1 ]         |
| 2015 | Birth Of Millet     | 밀당의 탄생      | Princesa Seon-hwa | Daehakro TOM Sala 2                                                        | [ 16 ]        |
| 2016 | Aranga              | 아랑가           | Arang             |                                                                            | [ 17 ]        |
| 2016 | Romeo y Julieta     | 로미오와 줄리엣  | Juliet            | Centro de Artes Doosan Yeongang Hall                                       | [ 2 ]         |
| 2017 | Special Envoy       | 경성특사         | Lee Ok-yoon       |                                                                            |               |
| 2017 | Interview           | 인터뷰           | Joan              |                                                                            |               |
| 2018 | Notre Dame de Paris | 노트르담 드 파리 | Fleur de Lys      | Gira por dieciséis ciudades                                                | [ 18 ]        |
| 2019 | Letters For You     | 너를 위한 글자   | Carolina          | Escenario 1 de Daehakro                                                    | [ 4 ] [ 19 ]  |
| 2020 | Marie Curie         | 마리 퀴리        | Anne Kowalski     | Gran Premio en el Festival de los Jardines de Música de Varsovia           | [ 1 ] [ 20 ]  |
| 2020 | Chami               | 차미             | Chami             | Teatro Negro del Centro de Artes Chungmu                                   | [ 21 ] [ 22 ] |
| 2020 | Something Rotten    | 썸씽로튼         | Portia            | Gran Teatro del Centro de Artes Chungmu                                    | [ 23 ] [ 24 ] |
| 2020 | Gwangju             | 광주             | Moon Soo-kyung    |                                                                            | [ 25 ]        |
| 2020 | Amadeus             | 아마데우스       | Constance Bieber  | Salón BBCH del Centro de Artes de Gwanglim. Se emitió también por Naver TV | [ 26 ] [ 27 ] |
| 2021 | Excalibur           | 엑스칼리버       | Guinevere         | Blue Square Shinhan Card Hall                                              | [ 28 ]        |
| 2021 | Frankestein         | 프랑켄슈타인     | Julia             | Blue Square Shinhan Card Hall                                              | [ 29 ]        |
| 2022 | Brontë              | 브론테           | Charlotte Brontë  | Teatro Daehakro Jayu                                                       | [ 30 ]        |
| 2022 | Chami               | 차미             | Chami             |                                                                            | [ 31 ]        |
| 2024 | Letters For You     | 너를 위한 글자   | Carolina          | Salón 4 del Centro de Arte Daehakro Dream, 16 de enero-31 de marzo         | [ 32 ]        |
| 2024 | Brontë              | 브론테           | Charlotte Brontë  |                                                                            | [ 33 ]        |

## Premios y nominaciones
| Año  | Premios                     | Categoría               | Papel | Resultado | Ref.   |
| ---- | --------------------------- | ----------------------- | ----- | --------- | ------ |
| 2021 | 5.os Premios Korean Musical | Mejor actriz de reparto | Chami | Ganadora  | [ 34 ] |